# Cichlasoma bimaculatum
Cichlasoma bimaculatum es una especie de peces de la familia Cichlidae en el orden de los Perciformes.

## Morfología
Los machos pueden llegar alcanzar los 12,3 cm de longitud total.

## Distribución geográfica
Se encuentran en Sudamérica: cuencas del Orinoco en Venezuela y del  Amazonas. También en las Guayanas (desde el río Esequibo hasta el río Sinnamary ).